# Hapalorchis neglecta
Hapalorchis neglecta är en orkidéart som beskrevs av Dariusz Lucjan Szlachetko och Piotr Rutkowski. Hapalorchis neglecta ingår i släktet Hapalorchis och familjen orkidéer.
Artens utbredningsområde är Ecuador. Inga underarter finns listade i Catalogue of Life.